# Fritz Braune
Karl Günther Fritz Braune, född 18 juli 1910 i Mehrstedt, död 30 december 1992 i Alsfeld, var en tysk SS-Obersturmbannführer. Under andra världskriget var han bland annat chef för Einsatzkommando 4b, ett mobilt insatskommando, i det av Tyskland ockuperade Sovjetunionen. Fritz Braune var yngre bror till Obersturmbannführer Werner Braune.

## Biografi
Braune blev medlem i Nationalsocialistiska tyska arbetarepartiet (NSDAP) 1931 och Schutzstaffel (SS) 1935. Efter Tysklands angrepp mot Norge och Danmark i april 1940 var Braune verksam vid Sicherheitsdienst, SS:s säkerhetstjänst, i Oslo.

### Operation Barbarossa
I gryningen den 22 juni 1941 anföll Tyskland sin tidigare bundsförvant Sovjetunionen och inledde den omfattande Operation Barbarossa. Enligt Tysklands Führer Adolf Hitler innebar kriget mot Sovjetunionen ett ideologiskt förintelsekrig och den ”judisk-bolsjevikiska intelligentian” måste elimineras. Efter de framryckande tyska arméerna följde Einsatzgruppen, mobila insatsgrupper. Chefen för Reichssicherheitshauptamt, Reinhard Heydrich, gav insatsgrupperna i uppdrag att mörda judar, romer, partisaner, politiska kommissarier (så kallade politruker) och andra personer som ansågs hota Tredje rikets säkerhet. Beträffande insatsgruppernas massmord på judar mördades initialt endast män, men i augusti 1941 gav Reichsführer-SS Heinrich Himmler order om att massmordet även skulle inbegripa kvinnor och barn. I början av oktober 1941 avlöste Braune Günther Herrmann som befälhavare för Sonderkommando 4b inom Einsatzgruppe C. Braunes kommando opererade i bland annat Sakhnovshchyna och Kramatorsk i östra Ukraina. I slutet av mars 1942 efterträddes Braune av Walter Hänsch.

### Efter andra världskriget
Braune ställdes år 1973 inför rätta och dömdes till nio års fängelse.